# Chili aux Jeux olympiques d'hiver de 2010
Cet article contient des informations sur la participation et les résultats du Chili aux Jeux olympiques d'hiver de 2010 à Vancouver au Canada. Le Chili était représenté par 3 athlètes.

## Cérémonies d'ouverture et de clôture

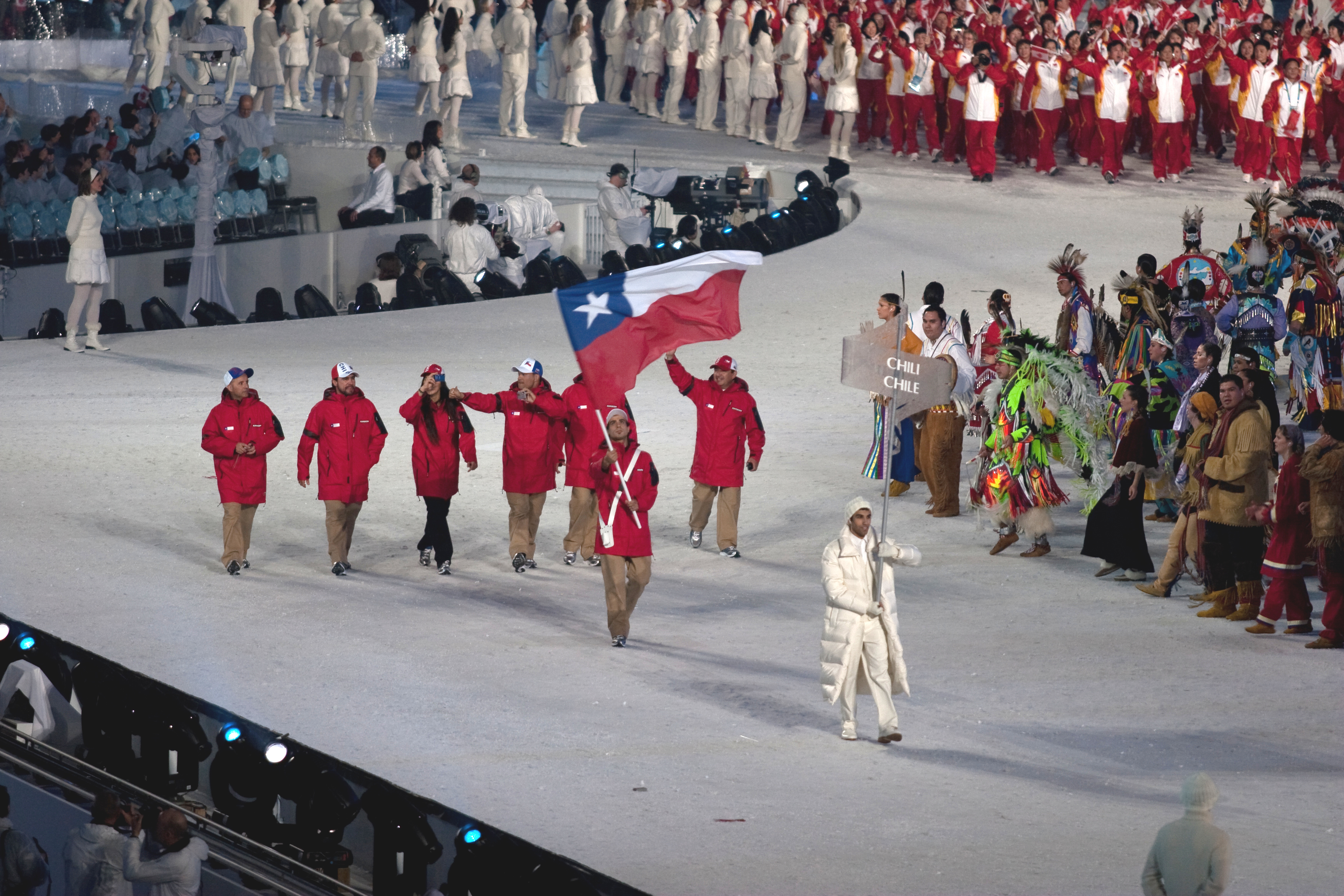
Entrée de la délégation chilienne lors de la cérémonie d'ouverture.

Comme cela est de coutume, la Grèce, berceau des Jeux olympiques, ouvre le défilé des nations, tandis que le Canada, en tant que pays organisateur, ferme la marche. Les autres pays défilent par ordre alphabétique. Le Chili est la 17e des 82 délégations à entrer dans le BC Place Stadium de Vancouver au cours du défilé des nations durant la cérémonie d'ouverture, après les Îles Caïmans et avant la Chine. Cette cérémonie est dédiée au lugeur géorgien Nodar Kumaritashvili, mort la veille après une sortie de piste durant un entraînement. Le porte-drapeau du pays est le skieur alpin Jorge Mandru.
Lors de la cérémonie de clôture qui se déroule également au BC Place Stadium, les porte-drapeaux des différentes délégations entrent ensemble dans le stade olympique et forment un cercle autour du chaudron abritant la flamme olympique. Le drapeau chilien est alors porté par Noelle Barahona, une autre spécialiste du ski alpin.

## Délégation
Le tableau suivant montre le nombre d'athlètes chiliens dans chaque discipline :
| Sport     | Hommes | Femmes | Total |
| --------- | ------ | ------ | ----- |
| Ski Alpin | 2      | 1      | 3     |
| Total     | 2      | 1      | 3     |

## Résultats

### Ski alpin
La composition de la délégation chilienne de ski alpin:
Hommes
| Épreuve      | Athlète      | 1re manche      | 2e manche       | Temps total     | Position        |
| ------------ | ------------ | --------------- | --------------- | --------------- | --------------- |
| Slalom Géant | Jorge Mandrú | 1 min 24 s 96   | 1 min 26 s 59   | 2 min 51 s 55   | 52              |
| Super-G      | Maui Gayme   | 1 min 36 s 56   | 1 min 36 s 56   | 1 min 36 s 56   | 42              |
| Super-G      | Jorge Mandrú | n'a pas terminé | n'a pas terminé | n'a pas terminé | n'a pas terminé |
| Descente     | Maui Gayme   | 1 min 59 s 76   | 1 min 59 s 76   | 1 min 59 s 76   | 49              |
| Descente     | Jorge Mandrú | 2 min 01 s 72   | 2 min 01 s 72   | 2 min 01 s 72   | 56              |

Femmes
| Épreuve       | Athlète         | 1re manche    | 2e manche       | Temps total   | Position |
| ------------- | --------------- | ------------- | --------------- | ------------- | -------- |
| Slalom        | Noelle Barahona | 58 s 74       | 59 s 08         | 1 min 57 s 82 | 41       |
| Slalom Géant  | Noelle Barahona | 1 min 26 s 76 | n'a pas terminé |               |          |
| Super-G       | Noelle Barahona | 1 min 28 s 66 | 1 min 28 s 66   | 1 min 28 s 66 | 35       |
| Descente      | Noelle Barahona | 1 min 57 s 47 | 1 min 57 s 47   | 1 min 57 s 47 | 34       |
| Super Combiné | Noelle Barahona | 1 min 34 s 05 | 50 s 20         | 2 min 24 s 25 | 28       |